# Maurandya
Genre
Classification APG III (2009)
Maurandya est un genre de la famille des Scrophulariaceae selon la classification classique de Cronquist (1981) et de la famille des Plantaginaceae selon la classification APG III.

## Liste d'espèces
Selon NCBI (5 août 2010) :
- Maurandya antirrhiniflora
- Maurandya scandens
- Maurandya wislizeni

Selon ITIS (5 août 2010) :
- Maurandya barclaiana Lindl.
- Maurandya wislizenii Engelm.